# Étienne Bidjep
 (septembre 2021).
 Etienne Bidjep Bidjep  (né à Tshidimba le 15 avril 1972) est un homme politique de la République démocratique du Congo

## Biographie
Etienne Bidjep Bidjep est né à Tshidimba le 15 avril 1972. Il est élu député national dans la circonscription électorale de Dibaya dans la province de du Kasaï-Central,,
, il est membre du parti politique Union pour la démocratie et le progrès social (UDPS)